# Losada (Carballedo)
Losada (llamada oficialmente Santiago de Lousada) es una parroquia española del municipio de Carballedo, en la provincia de Lugo, Galicia.

## Organización territorial
La parroquia está formada por seis entidades de población:
- A Barrela
- Beliño (Valiño)
- Lousada de Baixo (Lousada de Abaixo)
- Lousada de Riba (Lousada de Arriba)
- Lulaíños
- Sampaio (San Paio)

## Demografía
| Gráfica de evolución demográfica de Losada entre 2000 y 2020 |
|                                                              |
| Datos según el nomenclátor publicado por el INE.             |